# Horní Radouň
Horní Radouň är en ort i Tjeckien.   Den ligger i regionen Södra Böhmen, i den centrala delen av landet, 100 km söder om huvudstaden Prag. Horní Radouň ligger 561 meter över havet och antalet invånare är 257.
Terrängen runt Horní Radouň är lite kuperad, och sluttar söderut. Runt Horní Radouň är det ganska tätbefolkat, med 134 invånare per kvadratkilometer. Närmaste större samhälle är Jindřichův Hradec, 12,5 km söder om Horní Radouň. I omgivningarna runt Horní Radouň växer i huvudsak blandskog.